# Radulphius pintodarochai
Radulphius pintodarochai är en spindelart som beskrevs av Alexandre B. Bonaldo och Buckup 1995. Radulphius pintodarochai ingår i släktet Radulphius och familjen sporrspindlar. Inga underarter finns listade i Catalogue of Life.